# رخصة بحوث جافا
رخصة بحوث جافا (بالإنجليزية: Java Research License)‏ هو ترخيص توزيع البرمجيات تم إنشاؤه من قبل شركة Sun بجهد لتبسيط وتيسير الشروط المتعلقة بـ "قسم البحث" من ترخيص رخصة مجتمع سان للمصادر المفتوحة. وتم ترخيص J2SE 1.6.0 الخاص بشركة Sun بموجب رخصة بحوث جافا، بالإضافة إلى العديد من المشاريع في Java.net.
تم إطلاق رخصة بحوث جافا في عام 2003 في محاولة لـ "جعل الأمور أكثر وداية للأشخاص الذين يقومون بالبحث الأكاديمي" في لغة جافا، قبل أن يتم إصدار نواة جافا كمصدر مفتوح في عام 2006.
على الرغم من أن رخصة بحوث جافا تحتوي على بعض عناصر ترخيص المصدر المفتوح، إلا أن الشروط تمنع أي استخدام تجاري، وبالتالي فهي غير متوافقة مع كل من تعريف البرمجيات الحرة وتعريف المصدر المفتوح. ويعتبر رخصة بحوث جافا ترخيص بحثي يجب استخدامه للأغراض الأكاديمية غير التجارية.